# Hasid
Hasid (in ebraico: חסיד, "pio"; plurale "Hasidim", חסידים) è un appellativo onorifico ebraico, usato frequentemente come termine di eccezionale rispetto nei periodi talmudico e altomedievale. Nella letteratura rabbinica classica differisce da Tzadik - "giusto", ma denota uno che va oltre i requisiti legali dell'osservanza rituale ed etica ebraica nella vita quotidiana. Il significato letterale di Hasid deriva da Chesed - "gentilezza", l'espressione esteriore dell'amore per Dio e per gli altri. Questa devozione spirituale motiva la condotta di pio oltre i limiti quotidiani. La natura devozionale della sua descrizione si prestava ad alcuni movimenti ebraici nella storia essendo noti come "Hasidim". Due di questi derivano dalla tradizione mistica ebraica, poiché potrebbe tendere alla pietà del legalismo.
Come onorificenza personale, sia "Hasid" che "Tzadik" potevano essere applicati indipendentemente allo stesso individuo con entrambe le qualità differenti. Il Vilna Gaon del XVIII secolo, per esempio, mentre era il capo dell'opposizione al nuovo movimento mistico ebraico che divenne noto come "Chassidismo", era famoso per la sua vita retta. La sua dottrina divenne popolarmente onorata con il titolo formale di "Genio", mentre tra i capi del movimento chassidico, nonostante la sua accanita opposizione, fu rispettosamente indicato come "Il Gaon, il Hasid di Vilna".
Nel complesso, può riferirsi ai membri di uno qualsiasi dei seguenti movimenti ebraici:
Hasideans, pietisti o "puritani ebrei" del periodo dei Maccabei, intorno al 2 ° secolo aC
Chassidei Ashkenaz, ascetico tedesco pietista etico-mistico del 12 ° e 13 ° secolo